# Clor
Clor est un groupe issu de Brixton en Angleterre, constitué de cinq musiciens, et formé par Barry Dobbin et Luke Smith en 2003. 
Le groupe a rapidement signé avec le label Parlophone après seulement six concerts,. Un premier album  sort en 2005, acclamé par la critique,,. 
L'album a notamment été sélectionné par le journaliste de NME Krissi Murison pour la liste des 100 plus grands albums que vous n'avez jamais entendu publiée par le NME en 2010.

## Histoire
Clor a vu le jour lors d'une soirée au Soho club intitulée Bad Bunny, dirigée par Dobbin et Smith, qui voulaient incorporer leur propre musique dans leurs DJ sets,. Ils ont commencé à enregistrer dans l'appartement de Smith et ont rapidement invité les associés de la soirée du club dans leur giron, passant à un set de cinq morceaux. Dobbin a trouvé le nom de Clor car il « ... sonnait brut, primitif et futuriste en même temps ». La démo Welcome Music Lovers a été enregistrée en 2004, initialement avec l'idée d'être envoyée dans d'autres clubs pour réserver des performances. Cependant, grâce au bouche à oreille une offre d'un contrat d'enregistrement avec le label Parlophone est intervenu après seulement six concerts,. L'EP Welcome Music Lovers a vu le jour plus tard en 2004 précédant le premier album Clor en 2005. 
En mai 2006, le groupe a annoncé qu'il s'était séparé. Depuis, Smith a produit l'album de Shitdisco, Kingdom of Fear (sorti en avril 2007), l'album Foals Total Life Forever (sorti en mai 2010), ainsi que les deux albums du chanteur-compositeur Fryars,,. Dobbin a ensuite formé et présenté un nouveau groupe appelé Barringtone,.

## Discographie

### Albums
- Clor - juillet 2005 (Royaume-Uni # 77)

### EP
- Welcome Music Lovers - juillet 2004

### Singles
- Love + Pain - avril 2005 ( Royaume-Uni # 48)
- Outlines - juillet 2005 (UK # 43)
- Good Stuff - Octobre 2005 (Royaume-Uni # 50) [16]